# Nacaduba nissani
Nacaduba nissani är en fjärilsart som beskrevs av Tite 1963. Nacaduba nissani ingår i släktet Nacaduba och familjen juvelvingar. Inga underarter finns listade i Catalogue of Life.